# Sholto Douglas (VIII secolo)

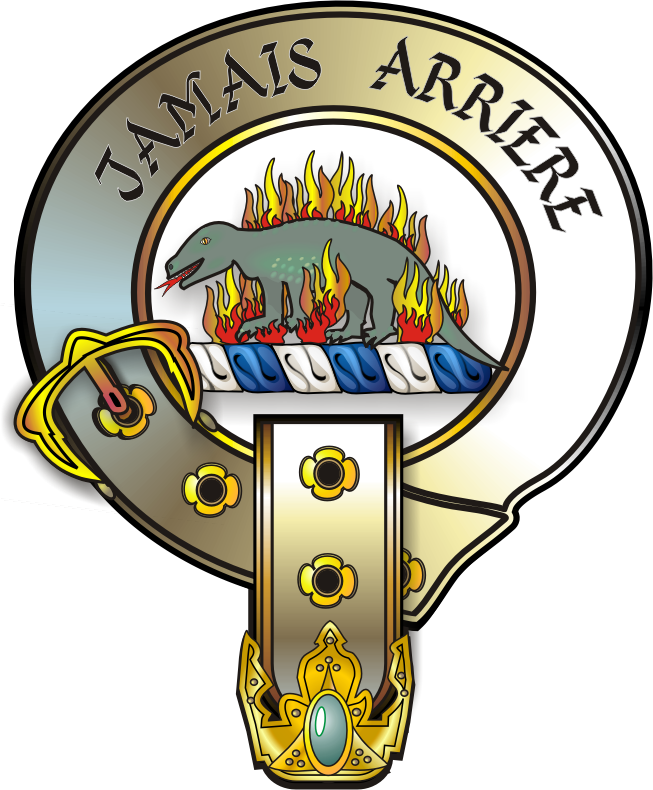
Stemma del Clan Douglas.

Sholto Douglas (VIII secolo – VIII secolo) è stato un nobile scozzese.

## Biografia
Fu il mitico progenitore del Clan Douglas, una potente e bellicosa famiglia medievale in Scozia.
Nella storia di Sholto Douglas, il figlio minore di questi, Marius Douglas o Mario Scoto, fu un comandante delle forze inviate dal mitico re scozzese Acaio re degli Scoti (figura probabilmente basata su Eochaid IV di Dalriada) alla corte di Carlo Magno per aiutarlo nelle sue guerre contro Desiderio, re dei Longobardi. Douglas secondo la leggenda si stabilì in Piacenza, dove i suoi discendenti divennero potenti magnati locali e capi della fazione guelfa di quella città.